# Say It Isn’t So (песня Hall & Oates)
«Say It Isn't So» — сингл американского дуэта Hall & Oates, выпущенный 29 января 1983 года лейблом RCA с их сборника лучших хитов Rock 'n Soul Part 1, достигшим второго места в хит-параде Billboard Hot 100 в США и позиции № 1 в танцевальном чарте  Hot Dance Club Play chart..

## История
Сингл достиг позиции № 2 в американском основном хит-параде Billboard Hot 100 и оставался там четыре недели, уступив вершину песне «Say Say Say» в исполнении Paul McCartney и Michael Jackson. Он стал одним из трёх синглов с альбома Rock 'n Soul Part 1 попавшим в лучшую десятку top-10.

## Чарты

### Еженедельные чарты
| Чарт (1983-84)                             | Высшая позиция |
| ------------------------------------------ | -------------- |
| Австралия (Kent Music Report)              | 24             |
| Канада (RPM)                               | 4              |
| Великобритания (OCC UK Singles)            | 69             |
| США (Billboard Hot 100)                    | 2              |
| США (Billboard Adult Contemporary)         | 8              |
| США (Billboard Dance Club Songs)           | 1              |
| США (Billboard Hot R&B/Hip-Hop Songs)      | 45             |
| США (Billboard Mainstream Rock)            | 18             |
| США, Cash Box Top 100                      | 3              |
| США, Radio & Records CHR/Pop Airplay Chart | 2              |

### Годовые итоговые чарты
| Чарт (1984)            | Позиция |
| ---------------------- | ------- |
| США, Billboard Hot 100 | 22      |